# Isinuta
Isinuta (auch: Isinota) ist eine Ortschaft im Departamento Cochabamba im Tiefland des südamerikanischen Anden-Staates Bolivien.

## Lage
Isinuta ist die achtgrößte Ortschaft des Municipios Villa Tunari in der Provinz Chapare. Der Ort liegt auf einer Höhe von 245 m am Fuß des Höhenzuges der Kordillere von Cochabamba am Río Isinuta, wenige Kilometer oberhalb seiner Mündung in den Río Isiboro.

## Geographie
Isinuta liegt am Nordostrand der Cordillera Oriental. Das Klima ist tropisch mit einem ausgeprägten Tageszeitenklima.
Die jährliche Durchschnittstemperatur im langjährigen Mittel liegt bei knapp 27 °C (siehe Klimadiagramm Villa Tunari), die Monatstemperaturen liegen zwischen gut 23 °C im Juli und knapp 29 °C im Dezember und Januar. Der Jahresniederschlag mit 2.300 mm weist eine deutliche Regenzeit von Oktober bis April auf, mit Monatsniederschlägen zwischen 160 und 380 mm.

## Verkehrsnetz
Isinuta liegt in einer Entfernung von 210 Straßenkilometern nordöstlich von Cochabamba, der Hauptstadt des Departamentos.
Südlich von Isinuta führt die 1657 Kilometer lange Nationalstraße Ruta 4 vorbei, die das Land von Westen nach Osten durchquert. Sie führt von Tambo Quemado an der chilenischen Grenze über Cochabamba und Sacaba nach Villa Tunari und weiter über Santa Cruz nach Puerto Suárez an der brasilianischen Grenze. Zwei Kilometer östlich von Villa Tunari vor der Flussbrücke über den Río Chapare zweigt die Ruta 24 in nördlicher Richtung von der Ruta 4 ab und erreicht Isinuta über Eterazama und Samuzabety nach 47 Kilometern.

## Bevölkerung
Die Einwohnerzahl der Ortschaft ist in den vergangenen beiden Jahrzehnten nur geringfügig angestiegen:
| Jahr | Einwohner | Quelle       |
| ---- | --------- | ------------ |
| 1992 | 880       | Volkszählung |
| 2001 | 719       | Volkszählung |
| 2012 | 971       | Volkszählung |

Die Region weist einen deutlichen Anteil an Quechua-Bevölkerung auf, im Municipio Villa Tunari sprechen 83,5 Prozent der Bevölkerung Quechua.